# 蒂芬妮·阿爾沃德
蒂芬妮·琳恩·阿爾沃德（英語：Tiffany Lynn Alvord，1992年12月11日—）生於美國加州拉肯亚达─弗林楚奇。是一名美國翻唱女歌手，在YouTube頻道已超過三百萬人訂閱，且多支MV也有超過百萬人點閱，其YouTube影片總觀看次數已經超過5億8500萬次。透過YouTube分享自行創作、自彈自唱或和朋友一起翻唱的流行歌曲，主要使用的樂器為鋼琴、吉他及烏克麗麗等。10歲開始寫歌，靈感來自周圍人事物。Taylor Swift、Avril Lavigne為其學習對象。曾發行一張專輯《My Dream》、一張EP《My Heart Is》、及一張專輯《LEGACY》，《Baby, I Love You》、《My Sunshine》為其著名原創歌曲。
蒂芬妮的粉絲被稱作Tiffanatics，座右銘為“Always Sm:)e”。

## 背景
她從10歲就開始寫歌，靈感通常來自個人周遭發生的事件，想像的事情或關於夢想的東西，彈吉他彈了約3－4年，幾乎是自學的，鋼琴則是在更小的時候，學了將近6年的課程，現在彈鋼琴純粹只是好玩。在2008年5月當她15歲的時候，就開始在YouTube上傳翻唱和創作的歌曲。使用的樂器主要是吉他、以及鋼琴、夏威夷四弦琴等。

## 風格
她唱歌的風格和Avril Lavigne很相似，也一直把Avril Lavigne和TaylorSwift視為自己學習的對象。